# جيمس مور (مبارز بالسيف)
جيمس مور (بالإنجليزية: James Moore)‏ هو مبارز بالسيف أمريكي، ولد في 30 أغسطس 1890 في ديترويت في الولايات المتحدة، وتوفي في 28 أكتوبر 1971.

## وصلات خارجية
- جيمس مور على موقع أوليمبيديا (الإنجليزية)